# Statendam (schip, 1957)
De Statendam was een in 1957 in bedrijf genomen passagiersschip van de Nederlandse Holland-Amerika Lijn. Het was het vierde schip met deze naam en was oorspronkelijk bedoeld voor de lijndienst naar New York. Van 1966 tot 1982 werd het schip door de Holland-Amerikalijn gebruikt als cruiseschip. Na de verkoop in 1982 veranderde het schip enkele malen van naam en eigenaar. In 2004 werd het in India verschroot.
De Statendam was een dubbelschroefs stoomturbine-aangedreven passagiersschip van de Holland-Amerika Lijn, gebouwd bij dok- en werfmaatschappij Wilton-Fijenoord N.V. te Schiedam. Het had een lengte van 195,77 meter. De maximum diepgang was 7,92 meter. De bruto inhoud was 24.294 R.T., de netto inhoud 13.879,45 R.T. Het machinevermogen bedroeg 2 x 11.000 APK. De kiel werd gelegd op 18 juni 1955; het schip verliet het bouwdok op 12 juni 1956. Toenmalig kroonprinses Beatrix doopte de Statendam op 23 januari 1957.
Het schip beschikte over 84 eersteklas hutten en 868 toeristenklas hutten. De bemanning bedroeg bij aanvang 436 personen.
Het schip was aanvankelijk bedoeld voor de lijndienst naar New York, maar werd in 1971 verbouwd tot cruiseschip. De Statendam werd vooral voor de Amerikaanse markt in de Caraïben ingezet. Een bekende cruise was ook "The Grand Pacific-Orient Cruise" van Los Angeles via de Marquesaseilanden, Rarotonga, Nieuw-Zeeland, de beide zijden van Australië, Singapore, Thailand, Hong Kong, Taiwan, Japan en Hawaï terug naar Los Angeles.

In 1982 is het schip door de Holland-Amerika Lijn verkocht en door de nieuwe eigenaar omgedoopt tot Rhapsody. Daarna werd het in 1986 en 1996 nogmaals verkocht en omgedoopt tot respectievelijk Regent Star en Sea Harmony. Uiteindelijk is het schip in 2004 in India naar de sloop gegaan.

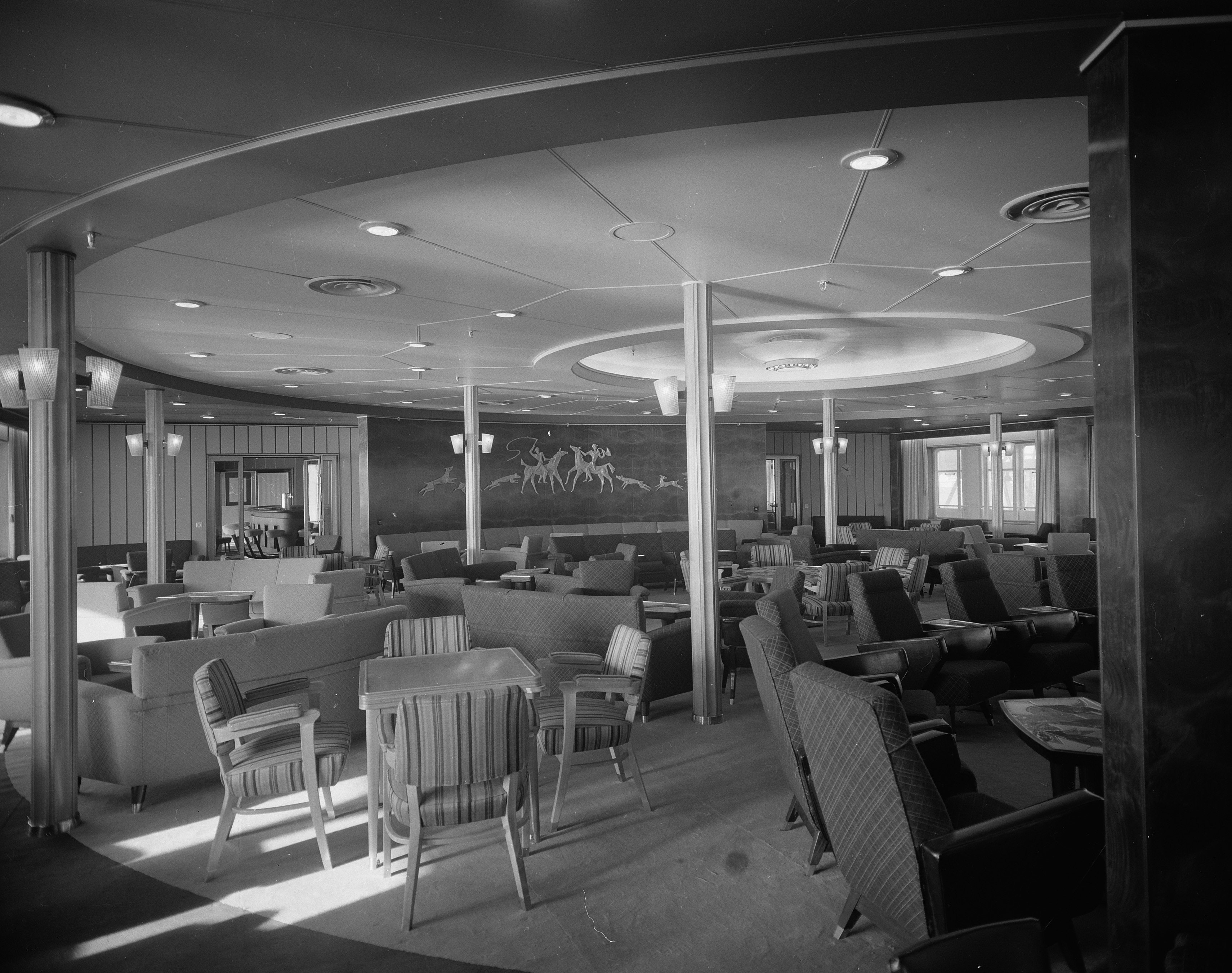
Interieur van de Statendam, 1957
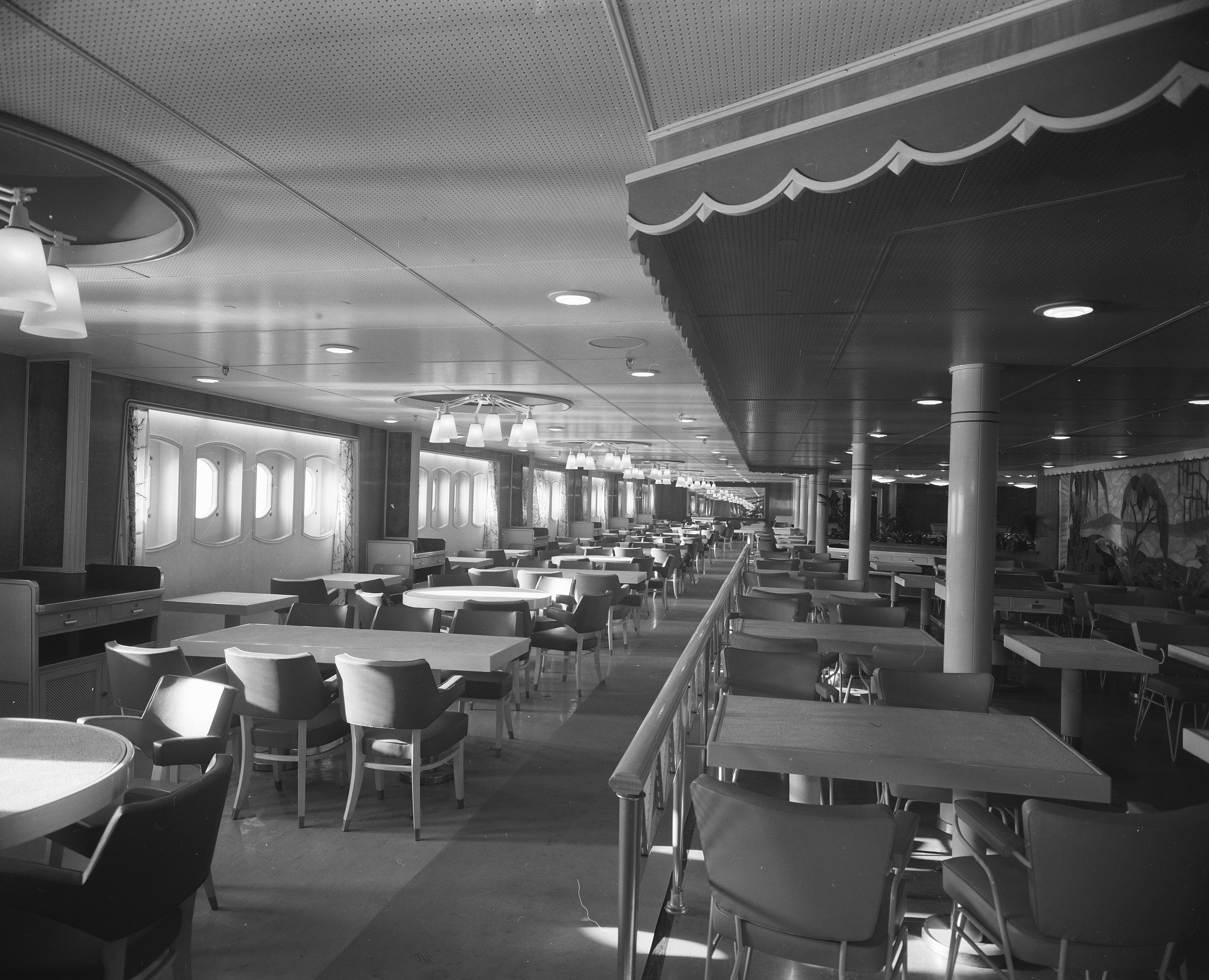
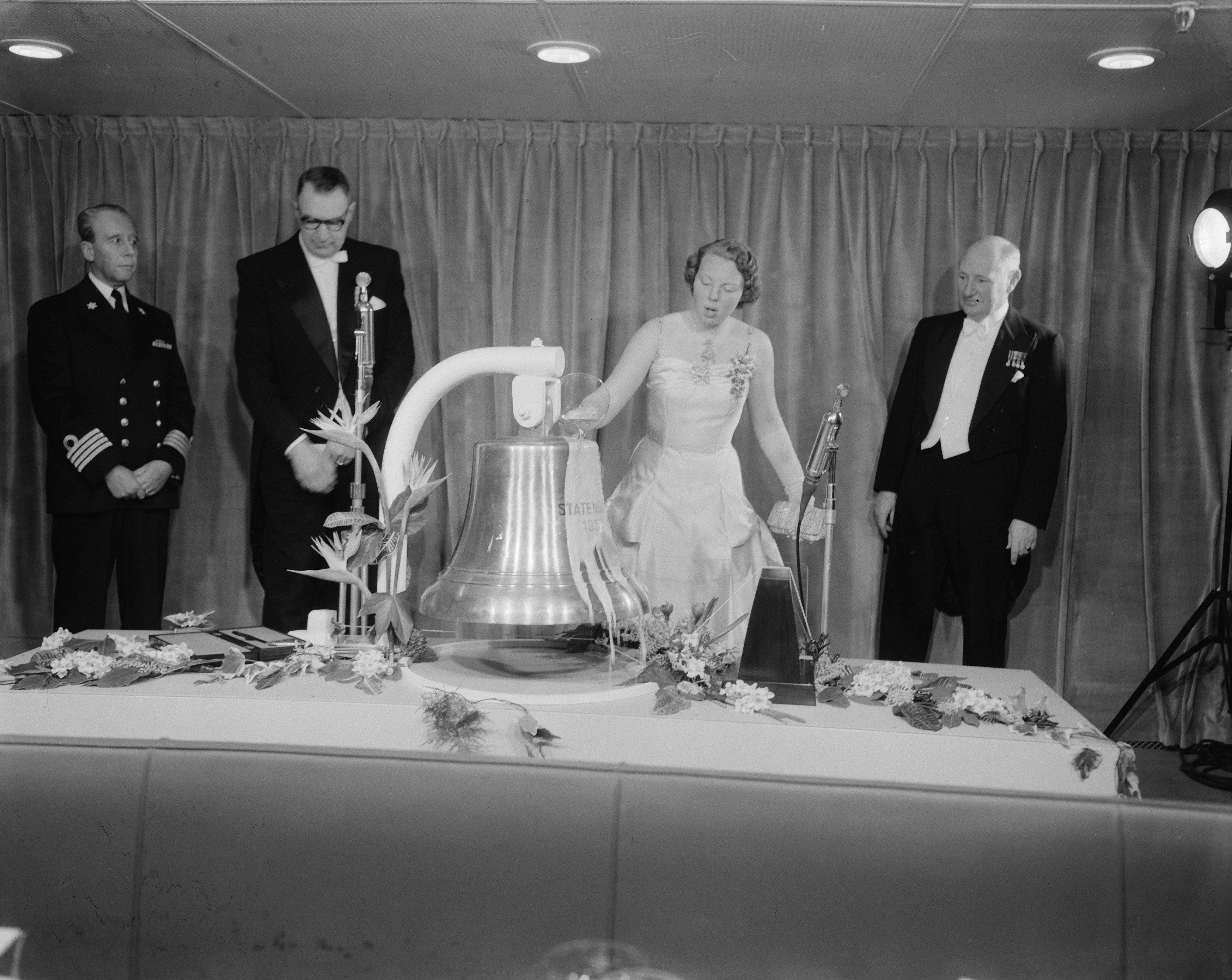
Doop van de Statendam door kroonprinses Beatrix, 1957
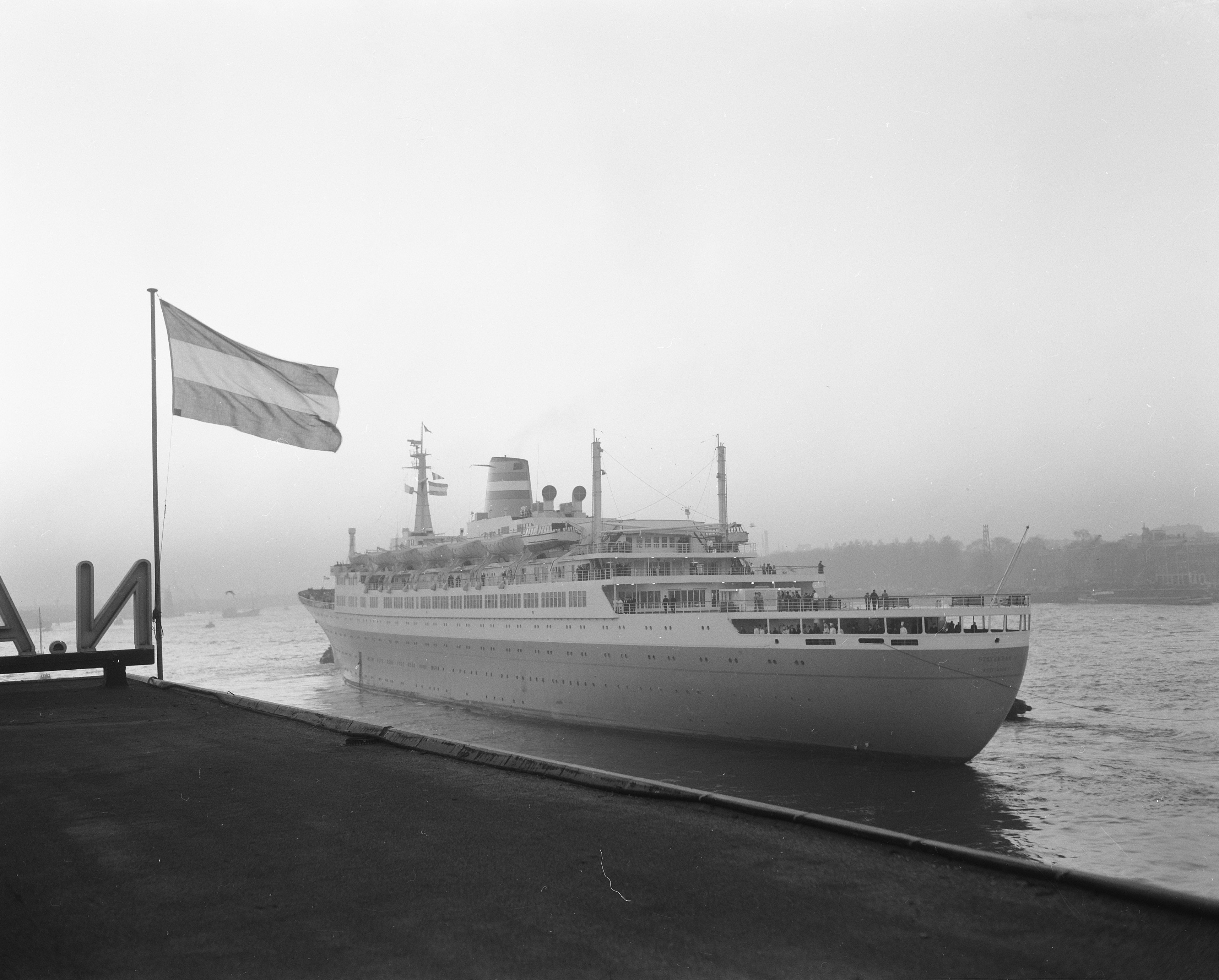
Officiële proefvaart van de Statendam, 1957